# Jim Montgomery
James Paul (Jim) Montgomery (Madison (Wisconsin), 24 januari 1955) is een Amerikaans zwemmer.

## Biografie
Tijdens de eerste wereldkampioenschappen won Montgomery vijf gouden medailles.
Montgomery won tijdens de Olympische Zomerspelen van 1976 de gouden medaille op de 100m vrije slag, 4×200m vrije slag en de 4×100m wisselslag en de bronzen medaille op de 200m vrije slag.

## Internationale toernooien
| Jaar | Olympische Spelen                                                         | Wereldkampioenschappen                                                                        |
| ---- | ------------------------------------------------------------------------- | --------------------------------------------------------------------------------------------- |
| 1973 |                                                                           | 100m vrije slag · 200m vrije slag · 4×100m vrije slag · 4×200m vrije slag · 4×100m wisselslag |
| 1975 |                                                                           | 100m vrije slag · 4×100m vrije slag                                                           |
| 1976 | 100m vrije slag · 200m vrije slag · 4×200m vrije slag · 4×100m wisselslag |                                                                                               |
| 1978 |                                                                           | 100m vrije slag · 4×100m vrije slag                                                           |

1896: Alfréd Hajós ·
1908: Charles Daniels ·
1912: Duke Kahanamoku ·
1920: Duke Kahanamoku ·
1924: Johnny Weissmuller ·
1928: Johnny Weissmuller ·
1932: Yasuji Miyazaki ·
1936: Ferenc Csik ·
1948: Walter Ris ·
1952: Clarke Scholes ·
1956: Jon Henricks ·
1960: John Devitt ·
1964: Don Schollander ·
1968: Mike Wenden ·
1972: Mark Spitz ·
1976: Jim Montgomery ·
1980: Jörg Woithe ·
1984: Rowdy Gaines ·
1988: Matt Biondi ·
1992: Aleksandr Popov ·
1996: Aleksandr Popov ·
2000: Pieter van den Hoogenband ·
2004: Pieter van den Hoogenband ·
2008: Alain Bernard ·
2012: Nathan Adrian ·
2016: Kyle Chalmers ·
2020: Caeleb Dressel ·
2024: Pan Zhanle
1960: McKinney, Hait, Larson, Farrell ·
1964: Mann, Craig, Schmidt, Clark ·
1968: Hickcox, McKenzie, Russell, Walsh ·
1972: Stamm, Bruce, Spitz, Heidenreich ·
1976: Naber, Hencken, Vogel, Montgomery ·
1980: Kerry, Evans, Tonelli, Brooks ·
1984: Carey, Lundquist, Morales, Gaines ·
1988: Berkoff, Schroeder, Biondi, Jacobs ·
1992: Rouse, Diebel, Morales, Olsen ·
1996: Rouse, Linn, Henderson, Hall ·
2000: Krayzelburg, Moses, Crocker, Hall ·
2004: Peirsol, Hansen, Crocker, Lezak ·
2008: Peirsol, Hansen, Phelps, Lezak ·
2012: Grevers, Hansen, Phelps, Adrian ·
2016: Murphy, Miller, Phelps, Adrian  ·
2020: Murphy, Andrew, Dressel, Apple  ·
2024: Xu, Qin, Sun, Pan
1908: Derbyshire, Radmilovic, Foster, Taylor ·
1912: Healy, Champion, Boardman, Hardwick ·
1920: McGillivray, Kealoha, Ross, Kahanamoku ·
1924: O'Connor, Glancy, Breyer, Weissmuller ·
1928: Clapp, Laufer, Kojac, Weissmuller ·
1932: Miyazaki, Yusa, Yokoyama, Toyoda ·
1936: Yusa, Sugiura, Taguchi, Arai ·
1948: Ris, McLane, Wolf, Smith ·
1952: Moore, Woolsey, Konno, McLane ·
1956: O'Halloran, Devitt, Rose, Henricks ·
1960: Harrison, Blick, Troy, Farrell ·
1964: Clark, Saari, Ilman, Schollander ·
1968: Nelson, Rerych, Spitz, Schollander ·
1972: Kinsella, Tyler, Genter, Spitz ·
1976: Bruner, Furniss, Naber, Montgomery ·
1980: Kopljakov, Salnikov, Stoekolkin, Krylov ·
1984: Heath, Larson, Float, Hayes ·
1988: Dalbey, Cetlinski, Gjertsen, Biondi ·
1992: Lepikov, Pysjnenko, Tajanovitsj, Sadovy ·
1996: Davis, Hudepohl, Schumacher, Berube ·
2000: Thorpe, Klim, Pearson, Kirby ·
2004: Phelps, Lochte, Vanderkaay, Keller ·
2008: Phelps, Lochte, Berens, Vanderkaay ·
2012: Lochte, Dwyer, Berens, Phelps ·
2016: Dwyer, Haas, Lochte, Phelps ·
2020: Dean, Guy, Richards, Scott ·
2024: Guy, Dean, Richards, Scott
- Gemeinsame Normdatei: 138163766
- International Standard Name Identifier: 0000 0001 1458 8114
- Library of Congress Control Number: n2008065339
- Nationale Bibliotheek van Tsjechië: mub2016901092
- Nederlandse Thesaurus van Auteursnamen: 316284300
- Virtual International Authority File: 165328431
- WorldCat: E39PBJkHvmVDHR9RMq7X6Qxbh3